# Франческо Рози
Франческо Рози (на италиански: Francesco Rosi) е италиански режисьор и сценарист.

## Биография
Роден е на 15 ноември 1922 г. в Неапол. Баща му работи в корабоплаването, а също така рисува и карикатури, като е бил порицаван заради сатиричните му авторски рисунки изобразяващи Бенито Мусолини и крал Виктор Емануил III.
От средата на 40-те години на 20-и век започва работа като асистент-режисьор в театъра и киното, а от 50-те години на 20-и век режисира самостоятелно, като сам пише сценариите на повечето си филми. Основна тема в тях са обществени проблеми, като организираната престъпност и корупцията. За „Салваторе Джулиано“ („Salvatore Giuliano“, 1962) получава наградата за режисура на Берлинския кинофестивал, за „Случаят Матей“ („Il caso Mattei“, 1972 г., 116 мин.) – Златна палма на Фестивала в Кан, а за „Христос спря в Еболи“ („Cristo si è fermato a Eboli“, 1979 г., 150 мин.) – наградата за режисура на БАФТА. През 2008 г. получава Златна мечка за цялостно творчество.
Франческо Рози умира на 10 януари 2015 г. в Рим.

## Награди
- 1995: Кавалер на Кръст за заслуги на Италианската република
- 1987: Кавалер на Ордена за заслуги на Италианската република
- 2009: Рицар на Ордена на Почетния легион

## Филмография

### Режисьор
| Година | Филм                                | Оригинално заглавие             | Бележки                                        |
| ------ | ----------------------------------- | ------------------------------- | ---------------------------------------------- |
| 1952   | Червени ризи                        | Camicie rosse                   | ко-режисьор с Гофредо Алесандрини              |
| 1956   | Кийн                                | Kean                            | ко-режисьор с Виторио Гасман                   |
| 1958   | Предизвикателство                   | La sfida                        |                                                |
| 1959   | Измамниците                         | I magliari                      |                                                |
| 1962   | Салваторе Джулиано                  | Salvatore Giuliano              | награда „Сребърна мечка за най-добър режисьор“ |
| 1963   | Ръце над града                      | Le mani sulla città             | „Златен лъв“ във Венеция                       |
| 1965   | Моментът на истината                | Il momento della verità         |                                                |
| 1967   | Имало едно време                    | C'era una volta                 |                                                |
| 1970   | Хора против                         | Uomini contro                   |                                                |
| 1972   | Делото Матеи                        | Il Caso Mattei                  | „Златна палма“ във Кан                         |
| 1973   | Лъки Лучано                         | Lucky Luciano                   |                                                |
| 1976   | Височайши трупове                   | Cadaveri eccellenti             |                                                |
| 1979   | Христос се спря в Еболи             | Cristo si è fermato a Eboli     | БАФТА за чуждоезичен филм                      |
| 1981   | Трима братя                         | Tre fratelli                    |                                                |
| 1984   | Кармен                              | Carmen                          |                                                |
| 1987   | Хроника на една предизвестена смърт | Crónica de una muerte anunciada |                                                |
| 1989   | Забрави Палермо                     | Dimenticare Palermo             |                                                |
| 1997   | Примирие                            | La Tregua                       |                                                |